# 城西駅 (海南省)
座標: 北緯19度59分53.24秒 東経110度19分40.40秒 / 北緯19.9981222度 東経110.3278889度
城西駅（じょうせいえき）は中華人民共和国海南省海口市に位置する中国国鉄海南東環鉄道の駅。海口～美蘭間の都市交通用の駅として開設された。

## 駅周辺
- 海口南バスセンター（海口南汽车站）

海口市内では唯一鉄道駅と接しているバスセンター

## 歴史
- 2010年12月30日 - 海南東環鉄道開業とともに都市交通用の駅として新設。
- 2019年7月1日 - 海口都市鉄道開業に伴い開業。

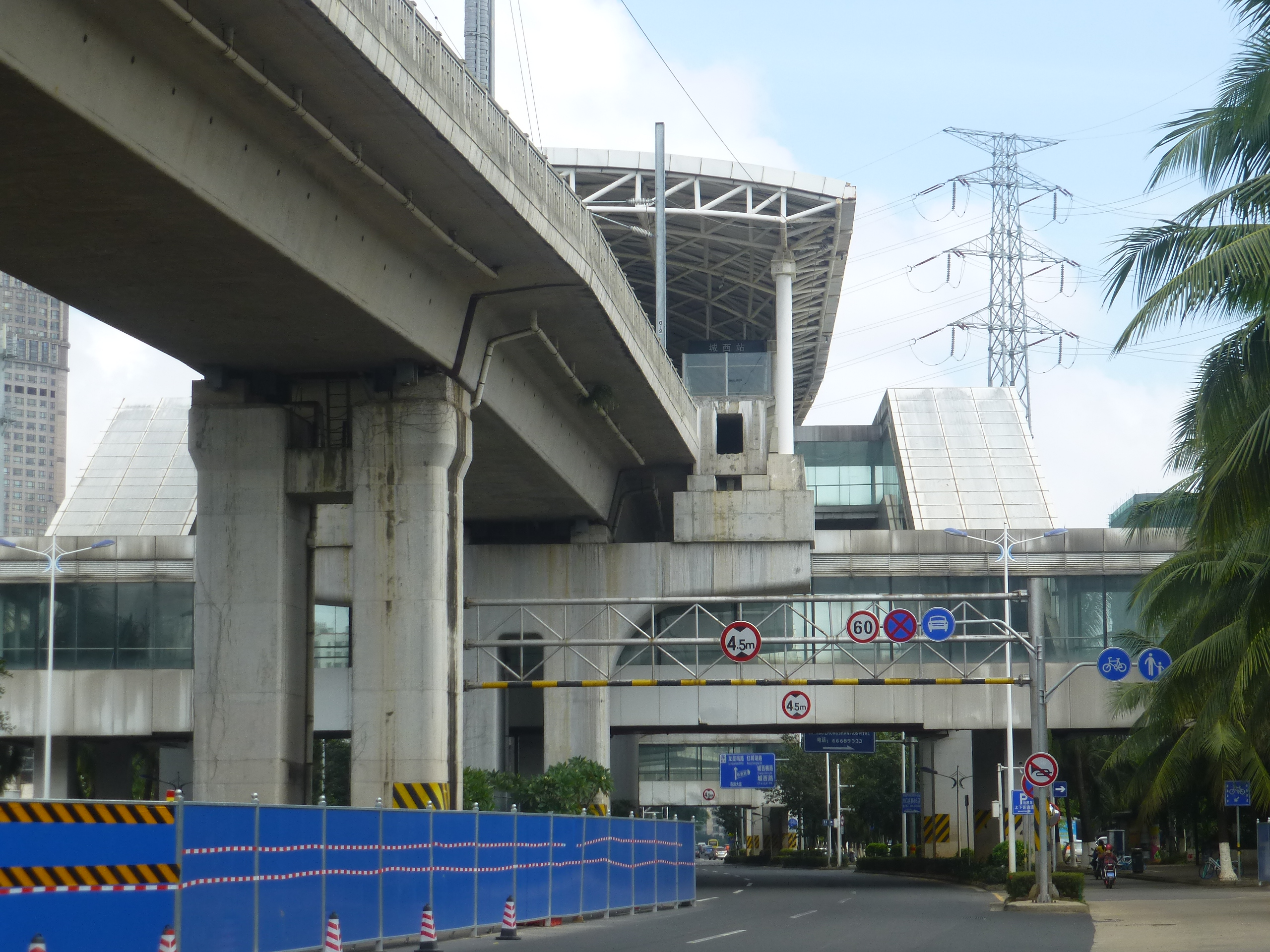
西側から見る城西駅全景。（開業前）
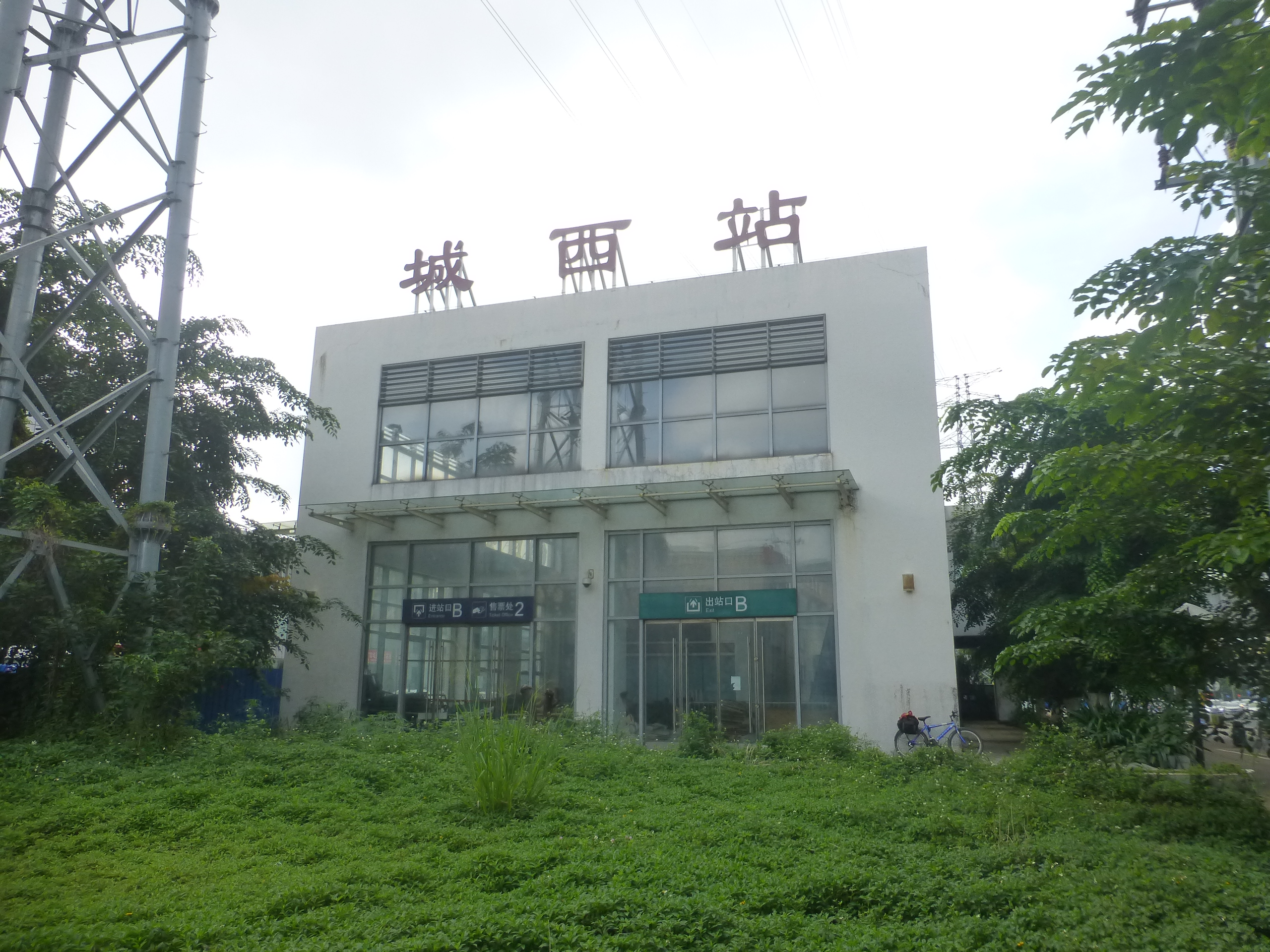
2018年時点の城西駅、長期間放置されて周囲には草が生して駅舎内の椅子は朽ちてしまっている。

## 隣の駅
海南東環鉄道
高鉄
(全列車通過)
都市内鉄道
秀英駅 - 城西駅 - 海口東駅